# Mette Christensen
Mette Lene Christensen (født 28. oktober 1945) er en dansk forligsmand og tidligere vicepræsident i Sø- og Handelsretten, samt Kommandør af Dannebrog.
Christensen blev især kendt i offentligheden under storkonflikten på folkeskoleområdet i 2013, hvor hun valgte at opgive mæglingen allerede efter to uger.
Christensen har en uddannelse som cand.jur., 1970.

## Karriere
- Vicepræsident i Sø- og Handelsretten (1994-)
- Forligsmand (1993-)
- Dommer i Sø- og Handelsretten (1984-1994)
- Retsassessor i Sø- og Handelsretten (1979-1984)
- Dommerfuldmægtig ved retterne i Skjern, Herning, Esbjerg, Sø- og Handelsretten og Østre Landsret (1970-1979)

## Tillidshverv og bibeskæftigelse
- Medlem af bestyrelsen for Stiftelsen Georg Stages Minde (2013-)
- Medlem af bestyrelsen for Godfred Hartmanns Familiefond (2010-)
- Formand for Maritim Museums Fond (2009-)
- Formand for Sølovsudvalget (2009-)
- Medlem af Hjerteforeningens hovedbestyrelse (2005-2013)
- Næstformand i Fonden for Helene Elsass Centeret (2004-)
- Formand fra Herredsfoged Anker Westrup og hustru Henriette samt Birkedommer Peter Lauritz Petersons legat (2001-)
- Formand for Ankenævnet for Arbejdsgivernes Elevrefusion fra (1999-2007)
- Næstformand i Teleklagenævnet fra (1997-2013)
- Formand for Tilsynsrådet for Udligningskontoret for Dansk Søfart (1996-)
- Næstformand i Fondsrådet (1996-2000)
- Medlem af bestyrelsen og nu næstformand i Sara og Ludvig Elsass Fond (1995-)
- Censor ved Københavns Universitet (1991-)
- Medlem af Justitsministeriets udvalg om forskellige konkursspørgsmål (1986-2000)
- Medlem af bestyrelsen og nu formand for Ragna Lemkovs, f. Kongsted, legat (1985-)

Tidligere også medlem af VL gruppe 31.